# Barylypa orestes
Barylypa orestes är en stekelart som beskrevs av Dasch 1984. Barylypa orestes ingår i släktet Barylypa och familjen brokparasitsteklar. Inga underarter finns listade.